# 面天山
面天山標高977公尺，位於台灣北部的陽明山國家公園西區，行政區屬於新北市淡水區，靠近台北市北投區，地理上屬於大屯火山群的大屯山亞群，乃大屯山的寄生火山，岩層主要由角閃石兩輝安山岩所組成。面天山大約在四十萬年前形成，為大屯火山群晚期活動的產物，山形圓潤整齊，為典型的鐘狀火山。與它隔著淡水河遙遙相對的是觀音山，淡水河在彼處流入台灣海峽，因兩側的火山熔岩與碎屑物漫流入海，而形成火山海岸。

## 另見
- 面天肥角鍬形蟲
- 面天樹蛙